# Adrien Victor Auger
Pour les articles homonymes, voir Auger.
Adrien Victor Auger, né le 23 novembre 1786 à Saint-Valery-en-Caux et mort le 30 janvier 1854 à Paris, est un peintre, dessinateur et graveur français.
Élève de Jacques-Louis David, Auger fut aussi graveur, on lui doit des estampes illustrant l’art dentaire. Dans un autre registre, il réalisa, en 1813 une gravure intitulée La Chinoise de province et son Magot, ou le Bon Goût transplanté.

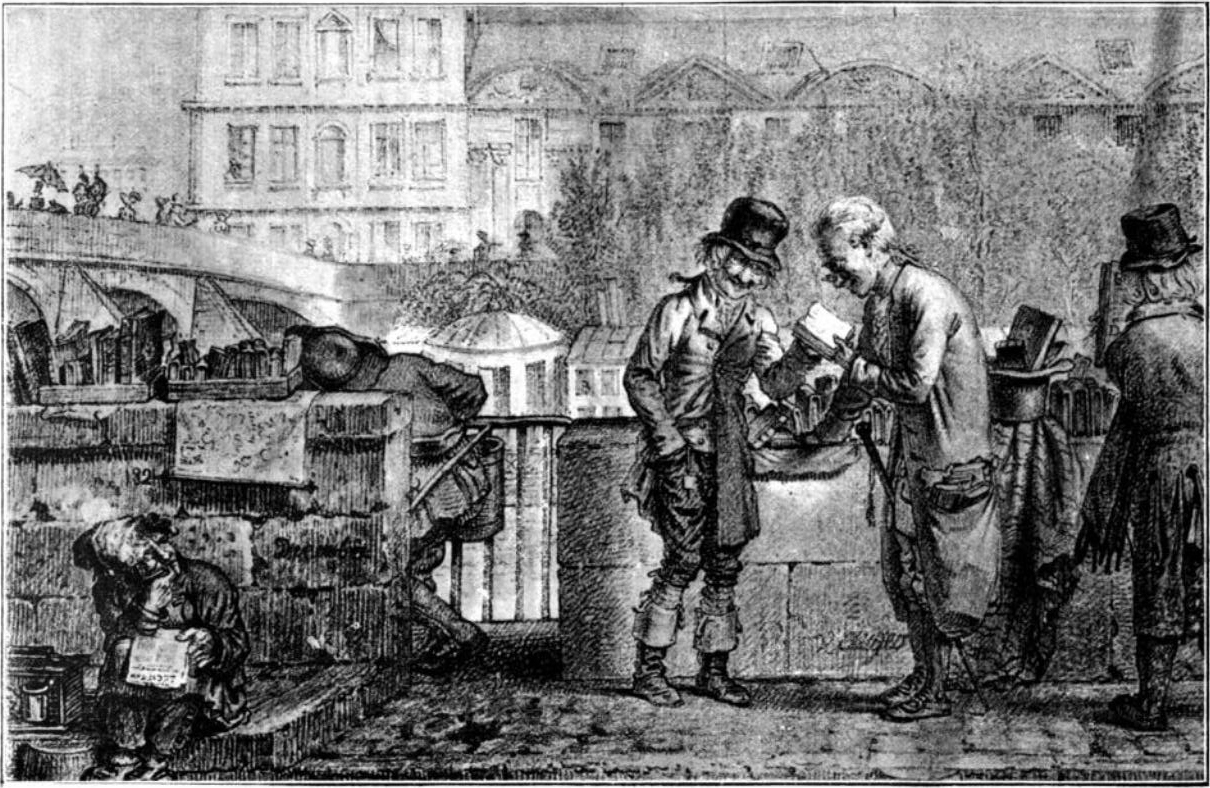
Gravure de Jean Henry Marlet d'après Adrien Victor Auger, Bouquiniste quai Voltaire, on y voit une partie des Bains Vigier, sur l'autre rive.

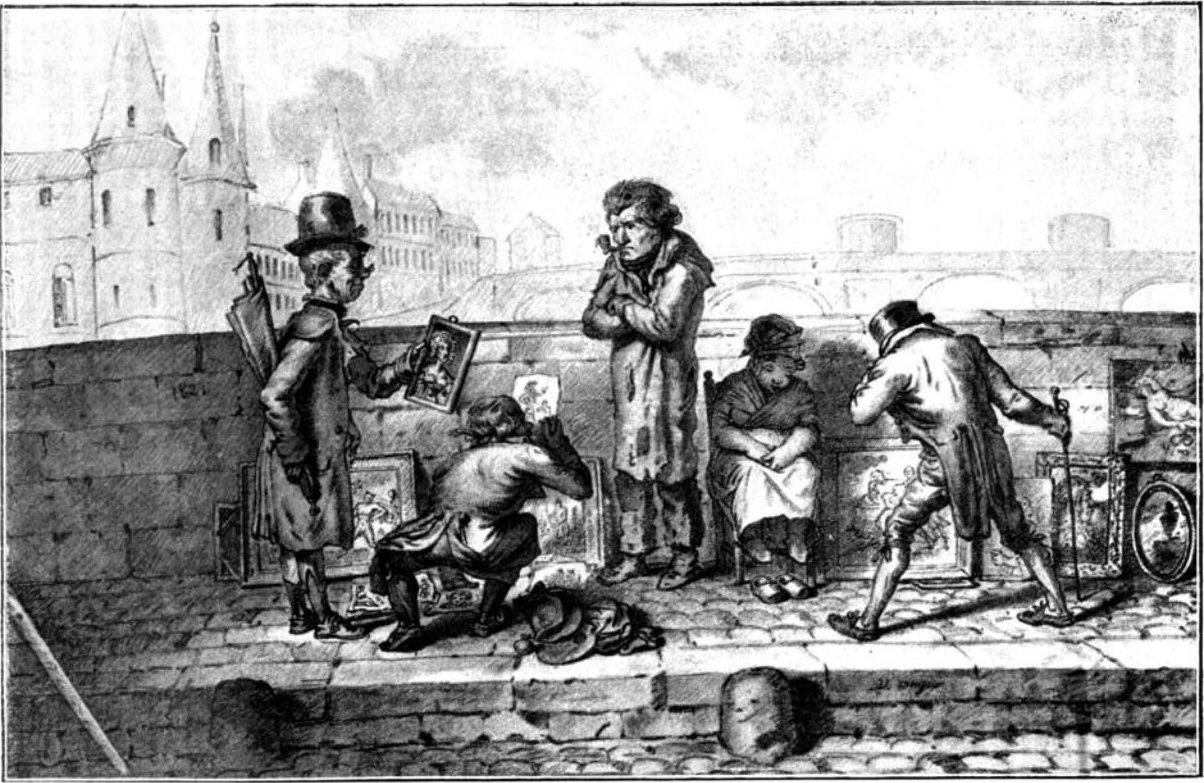
Gravure de Marlet, elle aussi d'après Auger, brocanteurs sur un pont de Paris.

## Envois aux Salons
- 1810, Saint Jean prêchant dans le désert.
- 1824, La Fête de la Saint-Louis dans un village de Normandie.
- 1832, La Visite du Pasteur.

## Œuvres passées en ventes
- Vente Sotheby’s, Monaco, 17 juin 1989, no 693, Crucifixion, huile sur métal, 73,5 × 55 cm, adjugé 6 600 FF.
- Vente Sotheby’s, Londres, Olympia, 13 décembre 2001, no 389, Portrait d’un officier du service de santé, dessin, 50 × 35 cm, 1815, invendu.
- Vente Sotheby’s, Paris, 27 juin 2002, no 127, Portrait d’un officier du service de santé, dessin, 50 × 35 cm, 1815, adjugé, 1 400 €, (le même qu’au-dessus).
- Salon du Dessin, Paris, 2006, stand du marchand de Hambourg Thomas Le Claire, Portrait du violoniste Jean Vidal (1789 - 1867), mine de plomb, signé daté 1808, reproduit page 25 du catalogue de ce salon, proposé à 110 000 €.

## Sources
- Dictionnaire Bellier et Auvray.